# Zhao Zhao
Zhao Zhao, född 1982, är en kinesisk målare och installationskonstnär.
Zhao Zhao utbildade sig i måleri på Xinjiang Institute of Fine Arts, där han avlade kandidatexamen 2003.
Han var assistent till Ai Weiwei under sju års tid. Han bor och arbetar i Peking.